# Roter Springaffe
Der Rote Springaffe (Plecturocebus cupreus, Syn.: Callicebus cupreus) ist eine Primatenart aus der Unterfamilie der Springaffen innerhalb der Familie der Sakiaffen (Pitheciidae).

## Merkmale

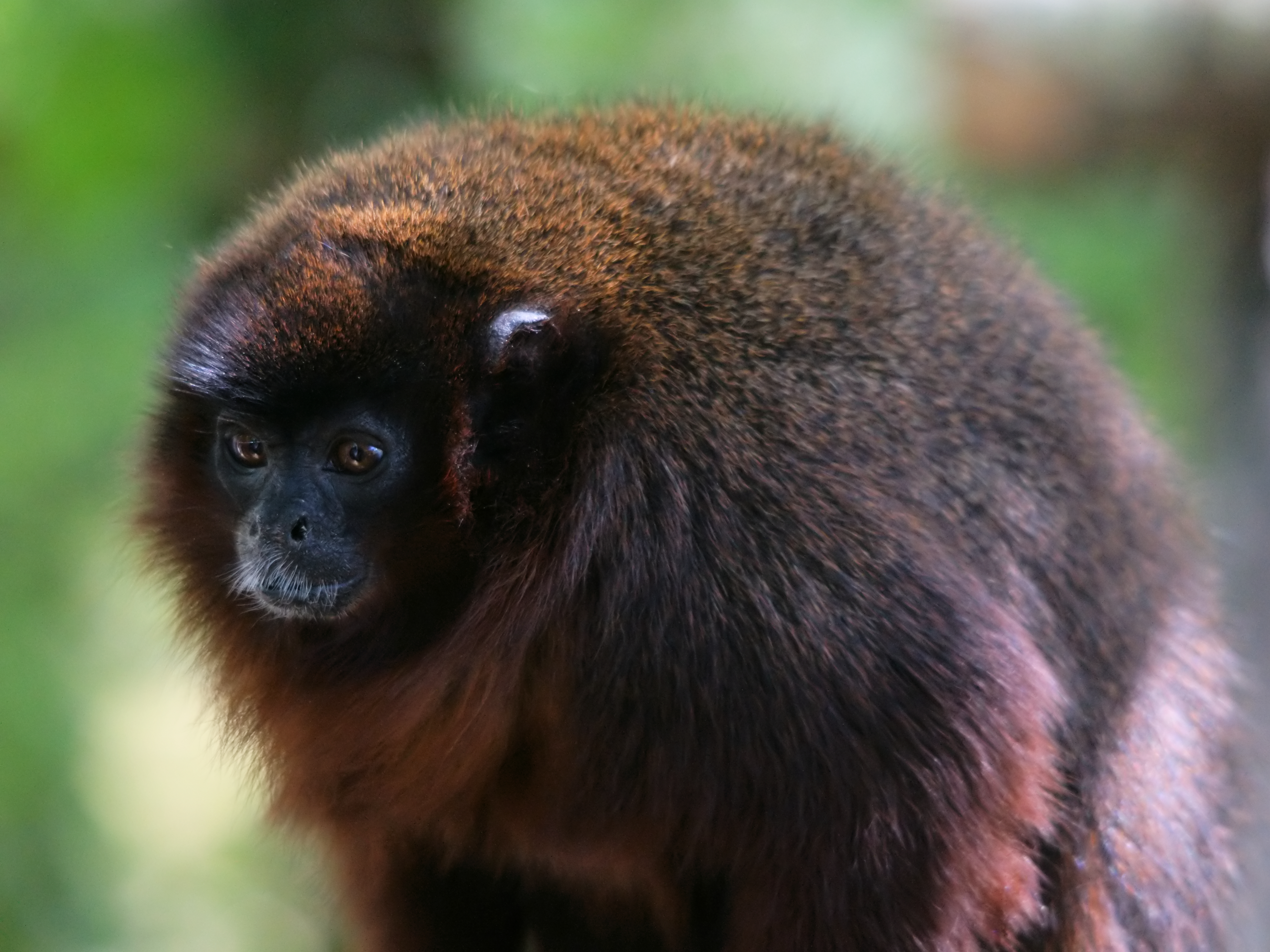
Porträt eines Roten Springaffen

Rote Springaffen sind wie alle Springaffen relativ kleine Primaten mit dichtem Fell. Die Kopfrumpflänge beträgt etwa 30 bis 35 Zentimeter, der Schwanz wird etwas länger als der Körper. Er ist buschig und kann nicht als Greifschwanz eingesetzt werden. Das Gewicht beträgt etwa 1,0 bis 1,2 Kilogramm. Das Fell der Roten Springaffen ist am Rücken, im oberen Bereich der Gliedmaßen und am Schwanz graubraun gefärbt, der Bauch sowie die Unterarme und -beine sind rot. Der Kopf ist klein und rundlich, er ist an der Oberseite graubraun gefärbt, die Backen- und Kinnhaare sind wiederum rötlich. Im Gegensatz zu nah verwandten Arten haben diese Tiere keinen weißen Stirnstreifen.

## Verbreitung und Lebensraum

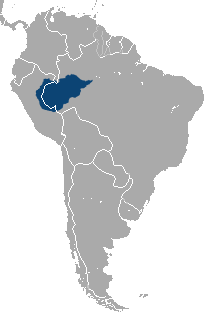
Das Verbreitungsgebiet des Rote Springaffen im westlichen Amazonasbecken

Rote Springaffen zählen zu den weitverbreitetsten Springaffen, ihr Verbreitungsgebiet umfasst das westliche Brasilien und das östliche Peru. Im Norden wird es vom Marañón, im Westen vom Río Ucayali und im Südosten vom Rio Purus begrenzt. Ihr Lebensraum sind Wälder, wobei sie in verschiedenen Waldtypen, auch in Sekundärwäldern heimisch sind.

## Lebensweise und Ernährung
Rote Springaffen sind wie alle Springaffen tagaktive Baumbewohner, sie kommen nur selten auf den Boden. Sie halten sich häufig in der Strauchschicht und in niedrigen Höhen auf. Sie bewegen sich häufig vierbeinig fort, können aber auch gut springen. Sie leben in dauerhaften monogamen Familiengruppen, die Partner bleiben oft ein Leben lang zusammen. Es sind territoriale Tiere, die Reviere überlappen sich kaum. Mit morgendlichen Duettgesängen beider Partner werden fremde Tiere auf das eigene Revier hingewiesen, am Bedarfsfall kann es aber auch zu aggressiven Kämpfen kommen.
Die Nahrung dieser Primaten besteht vorwiegend aus Früchten. Daneben nehmen sie auch Blätter, Schößlinge und gelegentlich Insekten zu sich.

## Fortpflanzung
Zwischen November und März bringt das Weibchen nach einer etwa 130-tägigen Tragzeit ein einzelnes Jungtier zur Welt, Zwillinge sind selten. Die Väter übernehmen nach wenigen Tagen die Hauptlast der Jungenaufzucht, sie tragen es herum und bringen es dem Weibchen nur zum Säugen. Nach rund vier Monaten werden sie entwöhnt und mit etwa zwei bis drei Jahren verlassen sie ihre Familiengruppe. Die Lebenserwartung kann etwa 25 Jahre betragen.

## Gefährdung
Rote Springaffen sind in einem sehr dünn besiedelten Gebiet weit verbreitet, sie zählen laut IUCN nicht zu den bedrohten Arten.
In Europa wird die Art in einem deutschen (Berlin), drei französischen, zwei niederländischen, einem schwedischen (Stockholm), einem schweizerischen (Basel) und elf britischen Zoos gepflegt.

## Systematik
Der Rote Springaffe ist eine von rund 30 Arten aus der Unterfamilie der Springaffen (Callicebinae). Er ist Namensgeber der cupreus-Artengruppe, die heute zur moloch-Gruppe innerhalb der Gattung Plecturocebus gezählt wird und vorwiegend im westlichen Amazonasbecken lebt. Diese Gruppe umfasst außer ihm noch den Braunbauch-Springaffen, den Weißstirn-Springaffen, den Weißschwanz-Springaffen, den Stephen-Nash-Springaffen und den Madidi-Springaffen.
In der heutigen Zusammensetzung ist der Rote Springaffe kein monophyletisches Taxon. Durch molekulargenetische Untersuchungen der mitochondrialen Cytochrom-b-Gene von verschiedenen Exemplaren aus der cupreus-Artengruppe fand man zwei Exemplare die als Roter Springaffe katalogisiert worden sind, genetisch aber stark von der Art abweichen. Das Exemplar AAM15 stammt vom Südufer des mittleren Amazonas (Lake Catuá, 80 km von Tefé entfernt) und konnte aufgrund geografischer Kriterien vorläufig der Art Callicebus egeria (Thomas, 1908) zugewiesen werden, die als Unterart des Roten Springaffen gilt bzw. mit diesem synonymisiert wurde. Das unter der Nummer FR62 archivierte Exemplar wurde im oberen Stromgebiet des Rio Purus im brasilianischen Bundesstaat Acre gefangen, also an der südwestlichen Grenze des Verbreitungsgebietes des Roten Springaffen, und könnte mit Callicebus acreanus (Viera, 1952) identisch sein. Der Primatologe Philip Hershkovitz machte C. acreanus 1963 zunächst zu einem Juniorsynonym des Braunen Springaffen (C. brunneus) und 1990 aufgrund geografischer Kriterien zu einem Synonym des Roten Springaffen.

## Belege
1. ↑    ZTL 18.6
2. ↑  Hazel Byrne, Anthony B. Rylands, Jeferson C. Carneiro, Jessica W. Lynch Alfaro, Fabricio Bertuol, Maria N. F. da Silva, Mariluce Messias, Colin P. Groves, Russell A. Mittermeier, Izeni Farias, Tomas Hrbek, Horacio Schneider, Iracilda Sampaio and Jean P. Boubli: Phylogenetic relationships of the New World titi monkeys (Callicebus): first appraisal of taxonomy based on molecular evidence. Frontiers in Zoology, 2016 13:10, DOI: 10.1186/s12983-016-0142-4
3. ↑  Manuel Hoyos, Paul Bloor, Thomas Defler, Jan Vermeer, Fabio Röhe, Izeni Farias: Phylogenetic relationships within the Callicebus cupreus species Group (Pitheciidae: Primates): Biogeographic and taxonomic implications. Molecular Phylogenetics and Evolution, Mai 2016, doi:10.1016/j.ympev.2016.05.031